# Font de la Manyosa

La Font de la Manyosa, respecte del terme de Granera

La Font de la Manyosa és una font del terme municipal de Granera, a la comarca del Moianès.
Està situada a 722 metres d'altitud, a ponent i a prop de la masia de la Manyosa, a l'esquerra del torrent de la Manyosa i al nord-oest de la Quintana de la Manyosa, 